# Fraortes (rebelde)
Fraortes (¿- 521 a. C.), hijo de Upadaranma, fue rey de Media, autoproclamado el 522 y que ejerció dicho cargo hasta su muerte al año siguiente, el 521 a. C.

## Contexto histórico
La causa inmediata de la revuelta de Fraortes fue la muerte del rey persa Cambises II en la primavera del 522 a. C. y la usurpación del trono por parte del mago Gaumata, quien no pertenecía a la dinastía aqueménida y es posible que fuera medo de nacimiento. Seis nobles partidarios de la familia real persa ayudaron a Darío I a convertirse en nuevo rey, asesinando a Gaumata en su fortaleza de Sikayauvatiš en Media el 29 de septiembre.
Casi inmediatamente dos reyes se rebelaron: Nidintubel en Babilonia y Assina en Elam. Cuando Darío hubo suprimido estas rebeliones y estaba en Babilonia, Fraortes echó su pulso al poder. Reivindicó que era descendiente del antiguo rey meda Ciáxares y tomó el nombre de Khshathrita para el trono. Marchó a Ecbatana, la capital de Media, ciudad que tomó en diciembre del 522 a. C. Más o menos por las mismas fechas, estalló una nueva rebelión en Elam, esta vez bajo el rey Martiya, y otras revueltas se hicieron extensivas a más provincias como Armenia, Partia y Asiria.

## Fraortes, rey de los medos
Los persas fueron incapaces de suprimir la rebelión meda inmediatamente. En la inscripción de Behistún, Darío afirma que su general Hidarnes ganó una batalla en Marush (Mehriz, al sur del actual Yazd) el 12 de enero de 521 a. C. Sin embargo esta batalla no fue de ningún modo decisiva y no perjudicó seriamente la posición de Fraortes en Media, sólo sirvió para impedir que el medo invadiera Persia ni pudiera tampoco tomar contacto con otro rebelde, Vahyazdata. Otro factor que jugaba a favor de Fraortes era que el ejército de Darío estaba formado por tropas medas. Estas habían servido bien al rey en Babilonia, pero era improbable que atacaran su propio país.
Sin embargo, si Darío no podía sacar partido de su victoria, Fraortes tampoco podía explotar la situación, ya que en Partia, que era leal al medo, había una guarnición persa. Estaba comandada por el padre de Darío, Histaspes. El 8 de marzo de 521 a. C., los partos y sus aliados, los hircanios, atacaron a la guarnición persa, pero fueron derrotados.
Mientras los persas de Partia pudieran atacar su retaguardia, Fraortes no podía atacar a Darío, quien tuvo tiempo para reclutar un nuevo ejército. En la primavera, el líder persa penetró en Media desde el oeste, y el 8 de mayo de 521 a. C., derrotó a Fraortes en un sitio llamado Kunduru, que es probablemente la actual Bisotun, donde la inscripción de Behistún puede verse aún. Fraortes huyó hacia los partos, pero fue capturado cuando se dirigía al centro religioso de los magos, Rhagae (actual Teherán). Darío narra en la inscripción de Behistún que él personalmente cortó al medo su nariz, orejas y lengua, le sacó un ojo y lo empaló en Ecbatana. Sus partidarios fueron desollados y su piel rellenada con paja.
Después de esta victoria, Darío pudo enviar tropas a Armenia y Partia, donde sus generales acabaron con los rebeldes restantes.